# سينز ليه بيرنيس
سينز ليه بيرنيس (بالفرنسية: Sains-lès-Pernes)‏ هي بلدية تقع في إقليم باد كاليه من منطقة نور با دو كاليه في شمال فرنسا. تبلغ مساحة هذه المدينة 4.2 (كم²)، وترتفع عن سطح البحر 165 م، يبلغ عدد سكانها 252 نسمة حسب إحصاء المعهد الوطني للإحصاء والدراسات الاقتصادية سنة 2009 م. وترأس Jean-Paul Hermant البلدية خلال فترة (2008-2014).